# La Souris blanche (film, 1953)
Pour les articles homonymes, voir La Souris blanche.
Pour plus de détails, voir Fiche technique et Distribution.
La Souris blanche (The Missing Mouse) est le 73e court métrage d'animation de la série américaine Tom et Jerry réalisé par William Hanna et Joseph Barbera et sorti le 10 janvier 1953.